# Schnepfensee
Der Schnepfensee ist ein als Baggersee entstandenes Stillgewässer in der Gemarkung Mörfelden-Walldorf im Landkreis Groß-Gerau in Hessen.

## Geographie
Der Schnepfensee liegt im Südosten der Gemarkung von Mörfelden. Der See hat einen annähernd quadratischen Umriss, er ist ungefähr 180 m lang und etwa 170 m breit. Die Wasserfläche beträgt circa 3 ha, der Umfang beträgt rund 700 m. Gespeist wird der Schnepfensee durch Grundwasser und Regenwasser. Nördlich des Sees befindet sich der 145 m hohe Oberwaldberg mit einer Deponiegas-Anlage, östlich vom See liegt der Oberwaldsee. Am Südufer befinden sich die Bundesstraße 486 und das Truck Center Mörfelden, am Südwestufer das Holiday Inn Express Frankfurt Airport. Im Wald am Westufer gibt es einen Grillplatz und eine Schutzhütte, an der Südwestecke einen Aussichtspunkt.

## Etymologie
Der Name Schnepfensee bezieht sich auf die einheimische Vogelart Schnepfen.